# Richard Sontag
Karl Richard Sontag (* 6. Februar 1835 in Magdeburg; † 26. März 1910 in Karlsruhe) war ein deutscher Rechtswissenschaftler und Hochschullehrer an der Ruprecht-Karls-Universität Heidelberg und der Albert-Ludwigs-Universität Freiburg.

## Leben und Werk
Sontag studierte Rechtswissenschaften ab dem Wintersemester 1855/56 an der Universität Berlin. Dort wurde er 1860 mit einer rechtshistorischen Arbeit zum Dr. iur. promoviert. Anschließend war er als Auskultator am Kreisgericht Halle tätig, bevor sich ab 1861 für drei Jahre privaten wissenschaftlichen Studien widmete. Die zu dieser Zeit entstandene Schrift Die Entlassung gegen Caution im deutschen Strafrecht diente ihm als Habilitationsschrift. Die Habilitation erfolgte  am 4. Februar 1865 an der Universität Heidelberg. 1867 wurde er dort zum außerordentlichen Professor ernannt. Im Sommersemester 1872 folgte Sontag einem Ruf der Universität Freiburg auf den ordentlichen Lehrstuhl für Strafrecht und Strafprozessrecht. In Freiburg fungierte er ab 1881 zeitweilig als Prorektor. Aufgrund seines „schlechten Gesundheitszustandes“ wurde Sontag 1892 in den Ruhestand versetzt.
Sontag veröffentlichte einige in Fachkreisen beachtete Schriften, etwa zur Festungshaft oder zu Redaktionsversehen des Gesetzgebers.

## Schriften (Auswahl)
- Die Entlassung gegen Caution im deutschen Strafrecht Heidelberg 1865 (Habilitationsschrift)
- Die Festungshaft. Ein Beitrag zur Geschichte des deutschen Strafsystems und zur Erläuterung des Reichsstrafrechts Winter, Heidelberg und Leipzig 1872
- Die Redaktionsversehen des Gesetzgebers auf strafrechtlichem Gebiet Wagner, Freiburg i.Br. 1874